# 三民高中站
25°05′08″N 121°28′22″E / 25.08556°N 121.47278°E
三民高中站位於台灣新北市蘆洲區，當地地名「鷺江」，為台北捷運中和新蘆線（蘆洲線）的捷運車站。站名取自當地學校新北市立三民高級中學之簡稱「三民高中」。

## 車站概要
本站以「水」為主題。車站位於蘆洲區鷺江一帶，設於三民路與復興路口，鷺江里與保和里交界處，車站編號為O53。

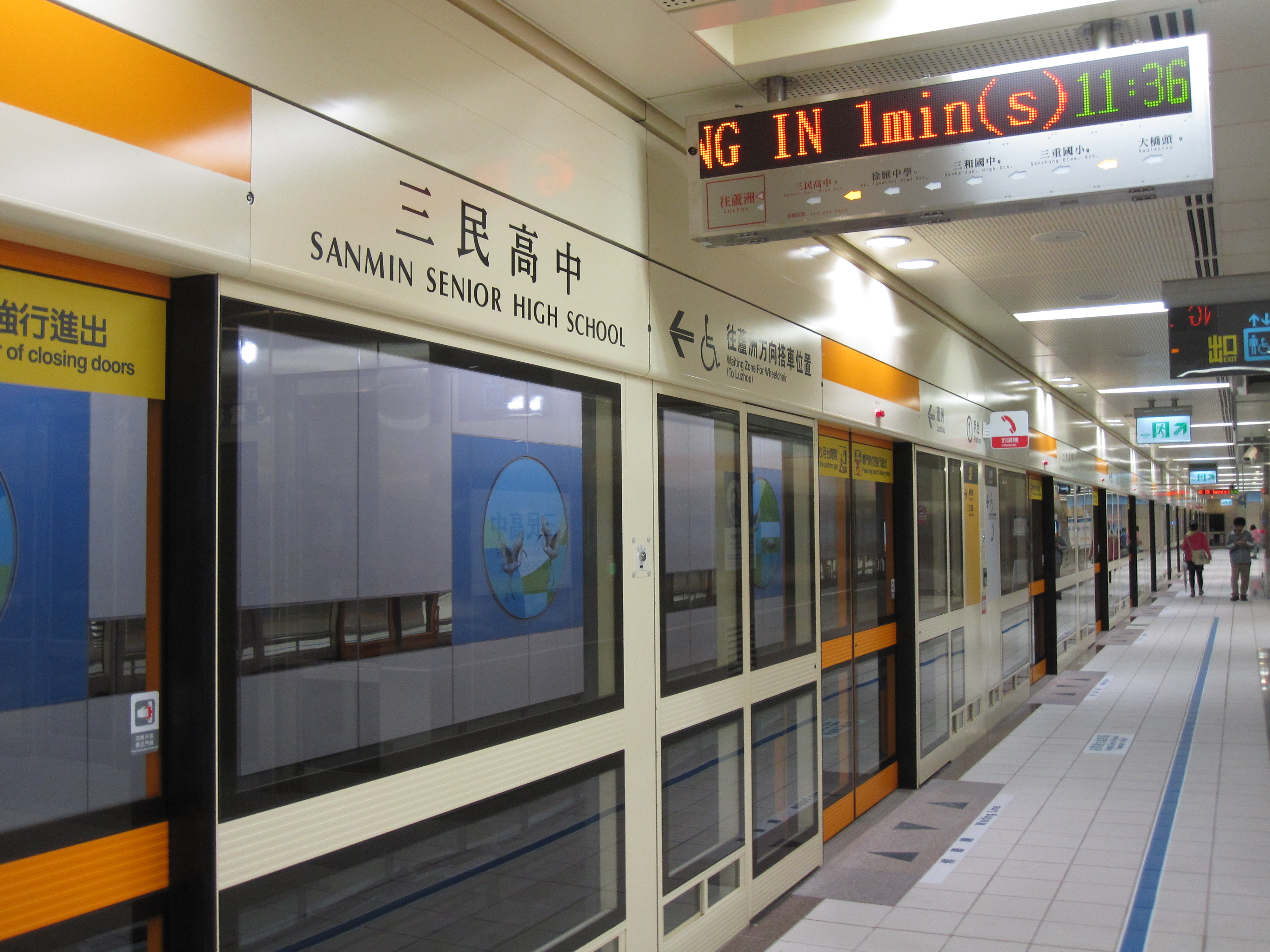
月台

## 車站構造
地下二層車站，站體長193公尺，寬22公尺，深度26公尺，一個島式月台，兩個主要出入口，一個緊急出口，一座電梯（位於出口2），兩座通風口。

### 車站樓層
| 地面      | 出入口             | 出入口                                     |
| 地下 四樓 | 大廳層             | 車站大廳、詢問處、自動售票機、驗票閘門     |
| 地下 四樓 | 大廳層             | 洗手間（站體東側，付費區內）               |
| 地下 五樓 | 一月台             | ← 中和新蘆線 往終點站方向（O54 蘆洲站）    |
| 地下 五樓 | 島式月台，左側開門 |                                            |
| 地下 五樓 | 二月台             | 中和新蘆線 往南勢角方向（O52 徐匯中學站）→ |

※地下1~3樓為機房層

### 車站出口
出口2位於車站西端，出口1位於車站東端，無障礙電梯位於出口2。
| 出入口                      | 圖片     | 位置   |
| --------------------------- | -------- | ------ |
| 出入口1                     |          | 三民路 |
| 出入口2 · 設有電梯          | 出口電梯 | 復興路 |
| 註： 設有電梯 \| 設有手扶梯 |          |        |

## 歷史
- 2010年11月3日：蘆洲線三民高中站隨著新莊線「大橋頭－忠孝新生」與蘆洲線「蘆洲－大橋頭」段正式通車而啟用[3]（p. 230）。

## 利用狀況
建成之後成為通往台北市的重要路線之一，無論上班族或是學生都是其經常使用者，也改善附近每逢尖峰時間便交通壅塞之情形。根據2024年12月資料，本站每日旅運量約為24,481，在台北捷運各站中排行第71名。
| 年   | 年間      | 年間      | 年間      | 年間  | 單日平均 | 單日平均 |
| 年   | 上車      | 下車      | 上下車計  | 來源  | 上車     | 上下車   |
| ---- | --------- | --------- | --------- | ----- | -------- | -------- |
| 2010 | 643,791   | 651,629   | 1,295,420 | [ 4 ] | 10,912   | 21,956   |
| 2011 | 2,975,488 | 2,961,564 | 5,937,052 | [ 4 ] | 8,152    | 16,266   |
| 2012 | 3,429,044 | 3,388,089 | 6,817,133 | [ 4 ] | 9,369    | 18,626   |
| 2013 | 3,717,555 | 3,674,942 | 7,392,497 | [ 4 ] | 10,185   | 20,253   |
| 2014 | 3,952,320 | 3,928,263 | 7,880,583 | [ 4 ] | 10,828   | 21,591   |
| 2015 | 4,138,453 | 4,120,666 | 8,259,119 | [ 4 ] | 11,338   | 22,628   |
| 2016 | 4,250,236 | 4,250,212 | 8,500,448 | [ 4 ] | 11,613   | 23,225   |
| 2017 | 4,308,973 | 4,354,842 | 8,663,815 | [ 4 ] | 11,805   | 23,736   |
| 2018 | 4,322,623 | 4,370,678 | 8,693,301 | [ 4 ] | 11,843   | 23,817   |

- 運量分析

|        | 一月    | 二月    | 三月    | 四月    | 五月    | 六月    | 七月    | 八月    | 九月    | 十月    | 十一月  | 十二月  | 全年    |        |
| ------ | ------- | ------- | ------- | ------- | ------- | ------- | ------- | ------- | ------- | ------- | ------- | ------- | ------- | ------ |
| 2010年 | －      | －      | －      | －      | －      | －      | －      | －      | －      | －      | 27,258  | 17,167  | 21,956  | 2010年 |
| 2011年 | 15,615  | 16,292  | 15,902  | 16,000  | 15,586  | 15,355  | 15,988  | 15,861  | 16,571  | 16,865  | 17,251  | 17,911  | 16,266  | 2011年 |
| 成長率 | －      | －      | －      | －      | －      | －      | －      | －      | －      | －      | -36.71% | +4.33%  | -25.92% | 成長率 |
| 2012年 | 17,230  | 18,711  | 18,580  | 18,161  | 18,092  | 17,819  | 17,935  | 17,732  | 18,632  | 20,005  | 20,090  | 20,537  | 18,626  | 2012年 |
| 成長率 | +10.34% | +14.85% | +16.84% | +13.51% | +16.08% | +16.05% | +12.18% | +11.80% | +12.44% | +18.62% | +16.46% | +14.66% | +14.51% | 成長率 |
| 2013年 | 19,786  | 19,314  |         |         |         |         |         |         |         |         |         |         |         | 2013年 |
| 成長率 | +14.83% | +3.22%  |         |         |         |         |         |         |         |         |         |         |         | 成長率 |
|        | 一月    | 二月    | 三月    | 四月    | 五月    | 六月    | 七月    | 八月    | 九月    | 十月    | 十一月  | 十二月  | 全年    |        |

- 成長率為該月總運量減去去年同月總運量之值除以去年同月總運量。

## 車站周邊
- 蘆洲區公所
- 新北市立三民高級中學
- 蘆洲廟口商圈
- 湧蓮寺
- 蘆洲保和宮
- 蘆洲護天宮
- 蘆洲保佑宮
- 蘆洲福佑宮
- 文武大眾廟
- 蘆洲李宅古厝
- 紫禁城博物館
- 新北市蘆洲區鷺江國民小學
- 新北市蘆洲區蘆洲國民小學
- 新北市立蘆洲國民中學
- 國立空中大學
- 新北市公共自行車租賃系統
  - 捷運三民高中站(1號出口)
  - 捷運三民高中站(2號出口)
- 蘆洲公園

## 公車資訊
站牌名為《捷運三民高中站》、《捷運三民高中站（復興路）》、《捷運三民高中站（復興路一）》、《蘆洲區公所》、《三民高中》
| 編號       | 經營業者             | 區間                         | 備註                                                                            |
| ---------- | -------------------- | ---------------------------- | ------------------------------------------------------------------------------- |
| 261        | 三重客運             | 蘆洲－台北市政府             | 停靠 捷運三民高中站、蘆洲區公所、三民高中站牌                                   |
| 857        | 三重客運             | 淡海－板橋                   | 屬於新北市區公車。 停靠 捷運三民高中站、蘆洲區公所、三民高中站牌                |
| 925        | 台北客運             | 林口－蘆洲                   | 屬於新北市區公車。 停靠 捷運三民高中站、蘆洲區公所站牌                          |
| 紅9        | 三重客運             | 蘆洲－捷運劍潭站             | 停靠 捷運三民高中站、捷運三民高中站（復興路）站牌                               |
| 橘16       | 中興巴士             | 三重－捷運三民高中站         | 屬於新北市區公車。 停靠 捷運三民高中站、捷運三民高中站（復興路）站牌            |
| 橘17       | 大都會客運           | 新北產業園區－捷運三民高中站 | 屬於新北市區公車。 停靠 捷運三民高中站、捷運三民高中站（復興路）站牌            |
| 橘18       | 大都會客運           | 蘆洲－五華街                 | 屬於新北市區公車。 停靠捷運三民高中站（復興路）、捷運三民高中站（復興路一）站牌 |
| 橘19       | 三重客運             | 五股－三重                   | 屬於新北市區公車。 停靠 捷運三民高中站、蘆洲區公所、三民高中站牌                |
| 橘19(副線) | 三重客運             | 五股－三重                   | 行經芳洲一路 屬於新北市區公車。 停靠 捷運三民高中站、蘆洲區公所、三民高中站牌   |
| 橘20       | 三重客運             | 觀音山－蘆洲                 | 屬於新北市區公車。 回程停靠此站。 僅停靠捷運三民高中站（復興路）站牌            |
| F312       | 蘆洲區公所           | 蘆洲區公所－成蘆橋下         | 屬於新北市蘆洲區民免費公車。 停靠 捷運三民高中站（復興路）、蘆洲區公所站牌      |
| F320       | 蘆洲區公所           | 捷運三民高中站－鷺江國小     | 屬於新北市區公車。 停靠捷運三民高中站、捷運三民高中站（復興路一）站牌           |
| 跳蛙公車   | 臺北客運、大都會客運 | 捷運蘆洲站－內湖科技園區     | 屬於新北市區公車。 停靠捷運三民高中站站牌                                       |

## 腳註

### 來源資料
1. 1 2  . 臺北大眾捷運股份有限公司. 2021-01-15.
2. ↑  臺北市政府捷運工程局. . 臺北市政府捷運工程局. 2012-07-05  [2023-08-21]. （原始内容存档于2023-08-21） （中文（繁體））.
3. ↑  徐榮崇. . 臺北市文獻委員會. 2015年12月  [2020-01-05]. ISBN 9789860469875. （原始内容存档于2020-12-07）.
4. ↑  臺北捷運公司. . 2019-02-26  [2019-08-10]. （原始内容存档于2020-11-28）. 臺北市統計資料庫查詢系統

## 外部連結
- 臺北大眾捷運股份有限公司 （页面存档备份，存于）
- 臺北市政府捷運工程局 （页面存档备份，存于）
- 三民高中站位置圖（台北捷運公司） （页面存档备份，存于）
- 三民高中站車站剖面相關位置圖（台北捷運公司） （页面存档备份，存于）
- 販賣店現況 （页面存档备份，存于）